# 164
Cette page concerne l'année 164  du calendrier julien. Pour l'année 164 av. J.-C., voir 164 av. J.-C. Pour le nombre 164, voir 164 (nombre).
L'année 164 est une année bissextile qui commence un samedi.

## Événements

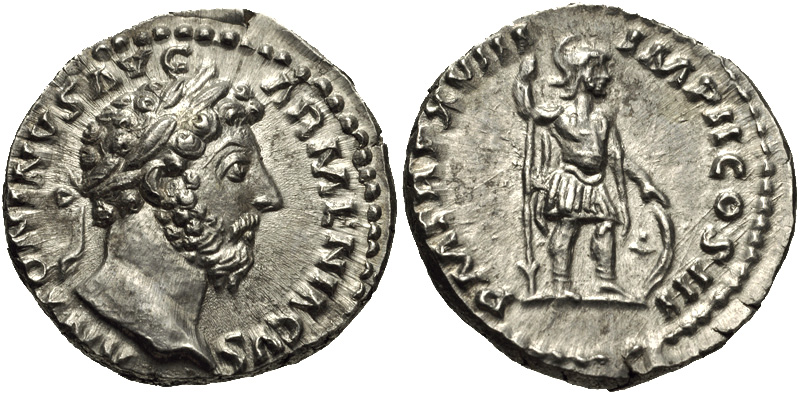
Denier de Marc Aurèle Armeniacus.

- Marc Aurèle marie sa fille Lucilla à Lucius Verus son coempereur à Éphèse[1].
- Marc Aurèle accepte le titre d'Armeniacus[1].